# Gay Williams
Barbara Gay Williams é uma enfermeira aposentada da Nova Zelândia.

## Biografia
Williams atuou como diretora executiva da Organização das Enfermeiras da Nova Zelândia e liderou as negociações sobre salários e condições de trabalho para os enfermeiros.

### Reconhecimento
No Ano Novo de 1991, Williams foi nomeada Companheiro da Ordem de Serviço da Rainha. Em 1993, Williams recebeu uma medalha do Centenário do Sufrágio da Nova Zelândia. No aniversário da rainha de 2002 e nas honras do Jubileu de Ouro, foi nomeada companheira da Ordem de Mérito da Nova Zelândia, por serviços de enfermagem.